# 1909 Alekhin
1909 Alekhin è un asteroide della fascia principale del diametro medio di circa 17,42 km. Scoperto nel 1972, presenta un'orbita caratterizzata da un semiasse maggiore pari a 2,4246701 UA e da un'eccentricità di 0,2231139, inclinata di 1,78616° rispetto all'eclittica.
L'asteroide è dedicato allo scacchista russo Aleksandr Aleksandrovič Alechin.